# Матвей Вълев
Матвей Вълев (рождено име – Димитър Христов Вълев) е български писател.

## Биография
Роден е в Ямбол през 1902 г. Още през 20-те години публикува в различни издания из периодичния печат. През 1931 г. заминава за Бразилия при брат си, вече емигрирал по-рано. С впечатленията от тези четири години в Минаш Жерайш и Южна Америка са наситени голям дял от творбите му. Завръща се през 1934 г.
В съавторство с Елисавета Багряна пише пиесата „Госпожата“, поставена още същата година на сцената на Народния театър, без особен успех. На 26 декември 1938 г. е излъчена първата радиопиеса в България – „Крилата помощ“ от Ангел Каралийчев и Матей Вълев по Варненското радио.
Автор е и на множество статии в периодичния печат. Първоначално публикува в леви издания, но по-късно и в списания като „Златорог“; съредактор е на списание „Сердика“.
Провокиран от един разговор, се записва доброволец във Втората световна война и загива на 7 ноември 1944 г.

## Творчество
- „Прах след стадата. Разкази“, 1937.
- „На котва. Повест“, 1938.
- „Пороят“, пиеска в 2 карт., 1939.
- „Радост в живота. Разкази“, 1940.
- „Отсам и отвъд. Разкази“, 1940.
- „Приятелят Рудолф Хоппе“ (Златорог 1943, № 7)
- „Някога и днес. Очерки и репортажи из кооперативна България“, 1942.

Посмъртни издания
- „Избрани произведения“. Под ред. на Иван Сестримски. София: Български писател, 1975, 401 с.
- „Ферма в Сертон. Роман“. Под ред. на Кирил Апостолов. София: Български писател, 1988, 203 с.
- „Радио и общество“. Състав. Андрей Ташев, ред. Калина Захова. София: Университетско издателство „Св. Климент Охридски“, 2017, 112 с. (ISBN 978-954-07-4332-5)
- „Такова е времето. Фейлетони и хумористични разкази“. Състав. Андрей Ташев, ред. Андрей Ташев и Калина Захова. София: Издателски център „Боян Пенев“, 2020, 294 с. (ISBN 978-619-7372-29-8)
- „В страната на вечното лято. Репортажи и очерци. Разкази. Ферма в Сертон. Роман“. Състав. Андрей Ташев, научен ред. Калина Захова. София: Издателски център „Боян Пенев“, 2022, 484 с. (ISBN 978-619-7372-42-7)
- „Граждани на света. Избрани творби“. Състав. Андрей Ташев, научен ред. Калина Захова. София: Издателски център „Боян Пенев“, 2022, 308 с. (ISBN 978-619-7372-46-5)

## За него
- Христо Карастоянов. Матвей Вълев: Литературно-критически очерк. София: Български писател, 1982.
- Андрей Ташев. Непознатият Матвей Вълев: отсам и отвъд. София: Андрей Ташев, 2020, 350 с. (ISBN 978-619-91684-0-0)
- Мая Славова. Матвей Вълев отблизо. Спомени, писма, документи. София: Мая Славова, 2019, 196 с. ISBN 978-619-194-057-8